# TuS Durmersheim
Der TuS Durmersheim (Turn- und Sportverein Durmersheim e. V.) ist ein Mehrspartensportverein in Durmersheim. Er entstand 1967 aus dem Zusammenschluss des Turnvereins Durmersheim und des Sportvereins Durmersheim.

## Volleyball
Ein Aushängeschild des TuS Durmersheim war die Volleyballabteilung, die in den 1960er-Jahren von Helmut Klein gegründet wurde. Die Männermannschaft marschierte seit der ersten Spielbetriebs-Saison 1966/67 von der untersten (Bezirksklasse West) bis in die oberste Spielklasse (Bundesliga) nonstop durch und etablierte sich dort bis 1977. Nach einigen Rückschritten spielte die erste Männermannschaft nach zwei Kurzauftritten in den 1990er-Jahren ab Mitte der 2000er-Jahre jahrelang in der Zweiten Bundesliga. 2012 erreicht der Verein das Achtelfinale des DVV-Pokals. 2015 wurden das Spielrecht und die Mannschaft aus finanziellen Gründen an den SSC Karlsruhe übergeben.
Seit der Saison 2018/19 taucht keine Männermannschaft des TuS Durmersheim mehr im Spielbetrieb des Nordbadischen Volleyballverbands auf.

## Weitere Sportarten
Außer Volleyball gibt es beim TuS Durmersheim noch die Abteilungen Handball, Basketball, Tischtennis, Turnen, Leichtathletik, Jiu-Jitsu und Radsport.